# Alesz Viktaravics Bjaljacki
Alesz Viktaravics Bjaljacki (belaruszul: Алесь Віктаравіч  Бяляцкі; Vjartszilja, 1962. szeptember 25. –) belarusz irodalomtudós, közéleti személyiség és emberi jogi aktivista, a Vjaszna (Tavasz) jogvédő szervezet vezetője. 2021. július 14-én a belarusz rendőrség letartóztatták, majd  névleg adócsalásra hivatkozva hétéves börtönbüntetésre ítélték. A 2022-es Nobel-békedíj egyik díjazottja.

## Életrajza

### Fiatalkora
Belarusz szülők gyermekeként született 1962-ben a karéliai Vjartsziljában. Apja a Homeli terület Rahacsovi járásából, anyja a Narovljai járásból származott. A család 1965-ben visszaköltözött Belorusz SZSZK területére és Szvetlahorszkban telepedtek le. Az ottani 5. sz. középiskolába járt. 1979-től A Homeli Állami Egyetem történelem-filológia karán tanult orosz és belarusz irodalmat, valamint nyelvészetet. Az egyetemet 1984-ben fejezte be, orosz és belarusz nyelv- és irodalomtanári végzettséget szerzett.
Egyetemi tanulmányainak időszakából származik barátsága olyan később híressé vált belarusz írókkal, mint Anatol Szisz, Eduard Akulin, Szjarzsuk Szisz, Anatol Kazlov. Egyetemi tanulmányai alatt publikálta első írásait, és 1984-ben jelent meg első írása az Irodalom és Művészet (Literatura i masztactva) című napilapban.
Az egyetem után rövid ideig a Homeli terület Lelcsici járásában tanított. 19851986-ben katonai szolgálatot teljesített a Szovjet Hadseregben. Szverdlovszk közelében szolgált egy páncéltörő tüzér hadosztálynál, ahol tüzérségi vontatót vezetett.
1981-től részt vett a nemzeti demokratikus ifjúsági és függetlenségi mozgalomban. Tagja volt a Nezalezsnaszc (Függetlenség) nevű illegális ifjúsági csoportnak, amelynek célja Belarusz kilépése a Szovjetunióból, majd egy demokratikus állam létrehozása volt.

## Magánélete
Nős, felesége Natallja Pincsuk, aki a Belarusz Művészeti Akadémián történelmet oktat. Egy fia van, Adam Aljakszandravics Bjaljacki.